# Enciso
Enciso és un municipi de la Rioja, a la regió de la Rioja Baixa, proper al límit amb la província de Sòria. Està travessat pel riu Cidacos. Al municipi comença La Ruta dels Dinosaures, que discorre diversos quilòmetres per pobles de la serra.

## Història
En el vot de Fernán González es nomena Enciso: "Omnes villæ de ambobus cameris, Orticosa, Enciso." En el segle xiii, els castells de Préjano i Enciso pertanyien a l'Orde de Calatrava, de qui els tenia per la seva vida Vela Ladrón de Guevara, i en agraïment a aquest favor i en remissió dels seus pecats, va donar a l'ordre tot el que posseïa a Écija; por Enciso y Préjano vuestros castilols que me dades, que tenga de vós en tenencia en toda la mi vida.

## Localitats del municipi
- Enciso
- Garranzo
- La Escurquilla
- Navalsaz
- Poyales
- Las Ruedas de Enciso
- Valdevigas
- El Villar de Enciso